# Agnès de Wurtemberg
Titre
Princesse consort Reuss de Schleiz
11 juillet 1867 – 10 juillet 1886
(18 ans, 11 mois et 29 jours)
Agnès de Wurtemberg (13 octobre 1835 - 10 juillet 1886) est une princesse wurtembergeoise qui fut également écrivain sous le pseudonyme d'Angela Hohenstein. 
Elle est la fille d'Eugène de Wurtemberg et de la princesse Hélène de Hohenlohe-Langenbourg,,.

## Publications
- Helene, 1867
- From a lovely time, Eight images, 1878
- The blessing of the Grandmother, photos de famille en deux volumes, 1880